# Feldkapelle (Preinerszell)
Die Feldkapelle, auch als Dreifaltigkeitskapelle bezeichnet, in Preinerszell, einem Gemeindeteil von Schweitenkirchen im oberbayerischen Landkreis Pfaffenhofen an der Ilm, wurde im 18. Jahrhundert errichtet. Die Kapelle westlich des Dorfes gehört zu den geschützten Baudenkmälern in Bayern.
Der verputzte Satteldachbau mit Vorhalle auf Doppelsäulen besitzt eine volkstümlich Ausstattung.